# تحية المسجد
تحية المسجد أو صلاة تحية المسجد صلاة نافلة وهي صلاة ركعتين أو أكثر، يُسَنّ للمسلم أن يُصلّيها إذا دخل مسجداً وأراد الجلوس فيه غير المسجد الحرام. وتُعدّ هذه الصّلاة صلاةً سريّةً سواءً كان دخول المصلي إلى المسجد وصلاته فيه ليلاً أو نهاراً، وله أن يُصليّها في أيّ مكان يريده في المسجد.
وهي من النوافل ذوات الأسباب (أي لها سبب شرعي وهو: دخول المسجد)، وأما المسجد الحرام؛ فتحيته بالطواف.

## حكمها
حُكم تحيّة المسجد سُنّة عند جمهور العلماء:
| تحية المسجد | وذلك لما رواه أبو قتادة عن النبي ﷺ حيث قال: فإذا دخل أحدُكم المسجدَ، فلا يجلِسْ حتى يركعَ ركعتَينِ. | تحية المسجد |

ومن دخل المسجد وقد أقيمت الصلاة، أو وجد الإمام في الصلاة، فلا يشتغل بتحية المسجد، وتسقط عنه.(1)
أما تأديتها في أوقات النهي فقد اختلف أهل العلم في أداء الصلوات ذوات السبب في أوقات النهي وصلاة تحية المسجد منها على قولين:
- القول الأول: يجوز أداء الصلوات ذوات السبب في أوقات النهي، وهذا مذهب الشافعية، ورواية عن أحمد، وقول بعض السلف، واختاره ابن تيمية، وابن القيم، وابن باز، وابن عثيمين

- القول الثاني: أنه لا يجوز أداء الصلوات ذوات السبب في أوقات النهي، وهذا مذهب الجمهور: الحنفية، والمالكية، والحنابلة[2]

## كيفيتها ووقتها
تصلى تحية المسجد كالصلاة العادية ووقتها هو إذا دخل المسلم المسجد وكان يريد الجلوس فيه لا المرور فقط؛ وذلك لقول النبيّ ﷺ: «فإذا دخل أحدُكم المسجدَ، فلا يجلِسْ حتى يركعَ ركعتَينِ»، وعند الشافعيّة فإنّ على المُسلم أن يصلّي تحيّة المسجد كلّما دخل وخرج من المسجد، أمّا عند الحنفيّة والمالكيّة فلا يُكرّر المسلم التحيّة إذا كان الخروج إلى مكان قريب ولوقت يسيرٍ. وإذا دخل المسلم المسجدَ وكان الإمام يُصلّي فعليه أن يلحق الإمام بالصّلاة، وهنا لا يُصلّي المسلم صلاة تحيّة المسجد؛ لأنّ الأَوْلى من أداء صلاة السُّنة والنّافلة هنا هو أداء صلاة الفريضة وصلاة الجماعة
وقد اختلف العلماء في جلوس المُصلّي للاستِماع إلى الإمام وهو يخطب للصلاة يوم الجمعة أو أداء صلاة التحيّة قبل الجلوس إلى قولين:
- القول الأول: أنّ عليه أن يجلس، ويُكرَه له أن يصليها؛ وذلك لِقَوْلِهِ تَعَالَى: فَاسْتَمِعُوا لَهُ وَأَنْصِتُوا، والإنصات فرض والتحيّة سُنّة، فلا يجوز ترك الفرض من أجل السُّنة، وهذا قول الحنفيّة والمالكيّة.[3]
- القول الثاني: أنّ عليه أن يُصلّي ركعتين سريعتين قدر المُستَطاع، مستدلين بحديث جابر بن عبد الله، حيث قال: «جاء سليكٌ الغطفانيُّ يومَ الجمعةِ، ورسولُ اللهِ ﷺ يخطبُ، فجلس، فقال لهُ: يا سليكُ، قُم فاركع ركعتَينِ وتجوَّزْ فيهما، ثمّ قال: إذا جاء أحدكم يومَ الجمعةِ والإمامُ يخطبُ، فليركع ركعتَينِ، وليتجوَّزْ فيهما».وهذا قول الشافعيّة والحنابلة.[4]

## تحية المسجد الحرام
كون المسجد الحرام في مكّة المُكرَّمة يختلف عن غيره من المساجد بأمور عدّة؛ ومنها أنّ أجر الصّلاة كما جاء في قول النبيّ ﷺ: 
| تحية المسجد | صلاةٌ في مسجِدي أفضلُ من ألفِ صلاةٍ فيما سواهُ إلَّا المسجدَ الحرامَ وصلاةٌ في المسجدِ الحرامِ أفضلُ من مائةِ ألفِ صلاةٍ فيما سواهُ | تحية المسجد |

 فذهب جمهور علماء الفقه باتفاق المذاهب الفقهية الأربعة إلى أنّ تحيّة المسجد الحرام لكلّ من دخل مكّة هي الطّواف حول الكعبة، سواءً كان دخول مكّة بقصد الحجّ والعمرة أو غير ذلك، ووجه الدلالة أن النبي صلى الله عليه وسلم دخل المسجد الحرام للطواف، ولم يصل التحية كما جاء في حديث عائشة :
| تحية المسجد | أن النبي ﷺ حين قدم مكة كان أول شيء بدأ به حين قدم أنه توضأ، ثم طاف بالبيت | تحية المسجد |

## تحية المسجد النبوي
اتفق الفقهاء على أن من دخل المسجد النبوي يستحب له أن يقصد الروضة(2) إن تيسر له ويصلي ركعتين تحية المسجد بجنب المنبر، لحديث جابر بن عبد الله 
ثم يأتي قبر النبي ﷺ ويقول: السلام عليك يا رسول الله ثم يسلم على أبي بكر ، ثم على عمر .

## الهامش
1 نقل الإجماع على ذلك: قال ابن تيمية: قد اتفق العلماء على أنه لا يشتغل عنها بتحية المسجد. (مجموع الفتاوى:23/264)، وقال ابن حجر: اتفقوا على أن الداخل والإمام في الصلاة تسقط عنه التحية. (فتح الباري:2/410).
2 الروضة هي مابين القبر والمنبر.
3 أخرجه البخاري (930)، ومسلم (875) باختلاف يسير.